# Jasmonate de méthyle
Le jasmonate de méthyle est un composé organique volatil utilisé dans la défense des plantes et dans de nombreuses voies de développement diverses telles que la germination des graines, la croissance des racines, la floraison, la maturation des fruits et la sénescence. Le jasmonate de méthyle est dérivé de l'acide jasmonique et la réaction est catalysée par la S-adénosyl-l-méthionine:acide jasmonique carboxylméthyltransférase.

## Description
Les plantes produisent de l'acide jasmonique et du jasmonate de méthyle en réponse à de nombreux stress biotiques et abiotiques (tels que les herbivores et blessures), et ces composés s'accumulent dans les parties endommagées de la plante. Le jasmonate de méthyle peut être utilisé pour activer les systèmes de défense de la plante d'origine ou peut être propagé par contact physique ou par l'air pour produire une réaction défensive chez les plantes indemnes. Les plantes indemnes absorbent le jasmonate de méthyle en suspension dans l'air soit par les stomates, soit par diffusion à travers le cytoplasme des cellules foliaires. L'attaque d'un herbivore sur une plante l'amène à produire du jasmonate de méthyle à la fois pour la défense interne et comme un composé de signalisation vers d'autres plantes.

## Produits chimiques de défense
Le jasminate de méthyle peut inciter la plante à produire plusieurs types différents de produits chimiques de défense tels que les phytoalexines (antimicrobiens), la nicotine ou les inhibiteurs de protéase. Les inhibiteurs de protéase interfèrent avec le processus de digestion des insectes et découragent l'insecte de manger à nouveau la plante.
Il a également été utilisé pour stimuler la production de canaux résinifères traumatiques chez les épinettes de Norvège. Cela peut être utilisé comme une défense contre de nombreux attaquants d'insectes comme un type de vaccin.

## Expériences
Il a été démontré que l'application externe de jasmonate de méthyle induit des réponses défensives des plantes contre les facteurs de stress biotiques et abiotiques. Lorsque des traitements au jasmonate de méthyle ont été appliqués à Picea abies (épinette de Norvège), l'accumulation de composés de type monoterpènes et sesquiterpènes a doublé dans les tissus des aiguilles d'épinette, ce qui est similaire à une réponse qui n'est normalement déclenchée que lorsque le tissu est endommagé.
Dans une expérience testant l'effet des traitements au jasmonate de méthyle sur la tolérance à la sécheresse, il a été démontré que les fraisiers modifiaient leur métabolisme et étaient mieux à même de résister au stress hydrique et aux conditions de sécheresse en réduisant la quantité de transpiration et la peroxydation des lipides de la membrane cellulaire.
L'application externe de jasmonate de méthyle a également montré une propension à induire une résistance accrue aux insectes herbivores dans certaines cultures agricoles, telles que les  crucifères et le tabac. Les plantes traitées avec du jasmonate de méthyle et exposées à des insectes herbivores étaient significativement moins affectées par rapport aux plantes non traitées.
Le jasmonate de méthyle, lorsqu'appliqué en pulvérisation sur les feuilles, s'est aussi avéré efficace pour prévenir la croissance bactérienne dans les plantes.
Il est également une hormone végétale impliquée dans l'enroulement des vrilles (racines), la floraison, la maturation des graines et des fruits. Une augmentation du niveau d'hormone affecte le temps de floraison, la morphologie des fleurs et le nombre de fleurs ouvertes. Il induit une activité enzymatique de formation d'éthylène, ce qui augmente la quantité d'éthylène jusqu'à la quantité nécessaire à la maturation des fruits.
Il a été démontré que des quantités accrues de jasmonate de méthyle dans les racines des plantes inhibent leur croissance. Il est prédit que les quantités plus élevées de jasmonate de méthyle activent des gènes précédemment non exprimés dans les racines pour provoquer l'inhibition de la croissance.

## Cellules cancéreuses
Le jasmonate de méthyle induit la libération de cytochrome C dans les mitochondries des cellules cancéreuses, entraînant la mort cellulaire, mais ne nuit pas aux cellules saines. Plus précisément, il peut provoquer la mort cellulaire des cellules de la leucémie lymphoïde chronique à cellules B prélevées sur des patients humains atteints de cette maladie, puis traitées en culture tissulaire avec du jasmonate de méthyle. Le traitement de lymphocytes sanguins humains normaux isolés n'a pas entraîné la mort cellulaire.